# Horns socken, Östergötland

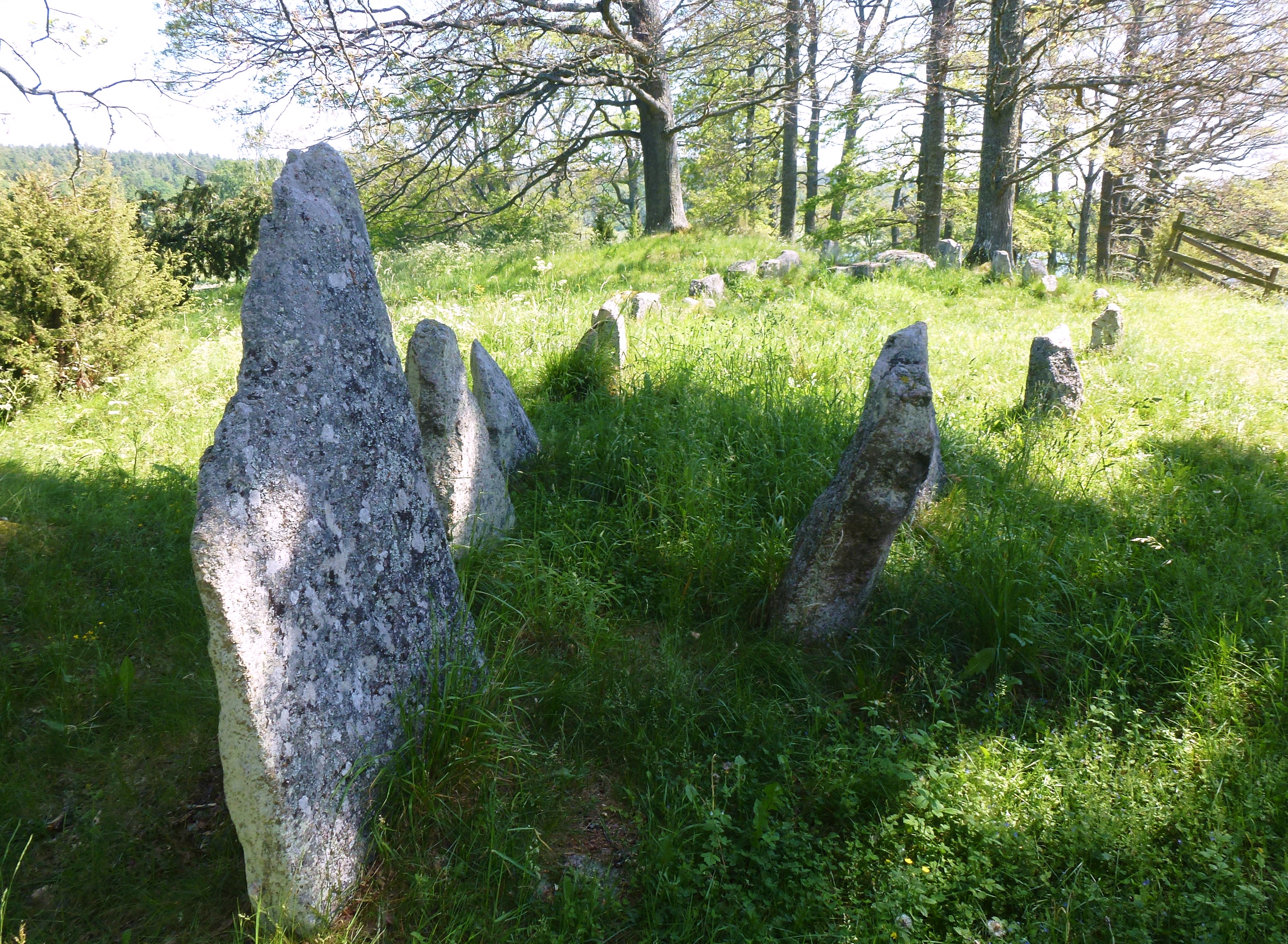
Skeppssättning på Gumhems gravfält.

Horns socken i Östergötland ingick i  Kinda härad, ingår sedan 1974 i Kinda kommun och motsvarar från 2016 Horns distrikt.
Socknens areal är 193,74 kvadratkilometer varav 163,87 land. År 2000 fanns här 1 025 invånare. Tätorten  Horn med sockenkyrkan Horns kyrka ligger i socknen.

## Administrativ historik
Horns socken har medeltida ursprung. 
Före 1874 överfördes hit från Djursdala socken i Kalmar län Ödemåla, Sandbäckshults utjord och Prästens mosse.
Vid kommunreformen 1862 övergick socknens ansvar för de kyrkliga frågorna till Horns församling och för de borgerliga frågorna till Horns landskommun. Landskommunen uppgick 1952 i Södra Kinda landskommun som 1974 uppgick i Kinda kommun.
1 januari 2016 inrättades distriktet Horn, med samma omfattning som församlingen hade 1999/2000.  
Socknen har tillhört samma fögderier och domsagor som Kinda härad.  De indelta soldaterna tillhörde   Första livgrenadjärregementet, Kinds och Ydre kompanier och Andra livgrenadjärregementet, Vifolka kompani.

## Geografi
Horns socken ligger kring Stångån mellan sjöarna Åsunden och Juttern.  Socknen är en skogs- och bergsbygd som särskilt i väster är starkt kuperad med höjder som når 245 meter över havet.

## Fornlämningar
Kända från socknen är enstaka äldre gravar och sju gravfält och tre fornborgar från yngre järnåldern. Det största är Gumhems gravfält som ligger på Jätteudden vid sjön Åsundens sydöstra sida, cirka sju kilometer norr om tätorten Horn. Inom gravfältet finns en av Östergötlands största bevarade skeppsättningar.

## Namnet
Namnet (1319 Horn) kommer från prästgården Horn, nu Ekeby. Horn syftar sannolikt på det hornliknande näs i Åsunden som prästgården ligger på.